# Гарольд Джеффріс
Га́рольд Дже́ффріс (англ. Sir Harold Jeffreys; 22 квітня 1891 — 18 березня 1989) — англійський геофізик, метеоролог, астроном, математик і статистик, член Лондонського королівського товариства (1925).

## Життєпис
Народився у Фетфілді, графство Дарем. Закінчив Кембриджський університет в 1914. У 1917–1922 працював у метеорологічній службі, в 1922–1958 — в Кембриджському університеті (з 1946 — професор астрономії).
Основні наукові роботи присвячені вивченню руху, будови і розвитку Землі. Займався питаннями походження Сонячної системи і теорією коливань широт. Розвинув запропоновану Дж. Г. Джинсом припливну теорію еволюції Сонячної системи, оцінив вік її згідно з цією теорією в кілька мільярдів років. Вивчаючи еволюцію системи Земля-Місяць, обчислив, що пройшло 4 млрд років, перш ніж Місяць досяг свого сучасного стану. Визначив параметри річного руху полюсу обертання і полюса інерції Землі як за астрономічними, так і за метеорологічними даними. Запропонував затухаючу модель чандлерівського руху полюса Землі, збуджуваного нерегулярними варіаціями річного руху полюса. Джеффріс належать також роботи із застосування теорії ймовірностей до аналізу астрономічних спостережень. Досліджував вплив в'язкості земної кулі на постійну нутації і властивості шару верхньої мантії на глибині близько 400 км. Склав криву часу пробігу сейсмічних хвиль, яка широко застосовується для визначення епіцентрів віддалених вогнищ землетрусів.
Автор книг «Земля, її походження та будова» (1924, рос. пер. 1960), «Теорія ймовірностей» (1946), «Методи математичної фізики» (1966; два останні у співавторстві з дружиною Б. Свірлс).
Член Національної АН США (1945).
Медаль Коплі і Королівська медаль Лондонського королівського товариства, Золота медаль Лондонського королівського астрономічного товариства (1937), медаль Вікторії Королівського геодезичного товариства, медаль В. Г. Волластона Лондонського геологічного товариства.